# Artamalastegui
Artamalastegui fue una unión de la provincia española de Guipúzcoa que aglutinaba las localidades de Idiazábal, Motiloa y Cerain.

## Historia
La unión, que aglutinaba las villas de Idiazábal, Motiloa y Cerain, se estableció en 1825. Se inspiró en el nombre de un caserío compartido por las dos primeras para darle título. Aparece descrita en el Diccionario histórico-geográfico-descriptivo de los pueblos, valles, partidos, alcaldías y uniones de Guipúzcoa (1862) de Pablo de Gorosábel con las siguientes palabras:

ARTAMALASTEGUI: union que se compone de las villas de Idiazabal, Mutiloa y Cerain, denominacion tomada de un caserío de igual nombre existente en jurisdiccion de las dos primeras. Se estableció para tiempo de veinte años por escritura que otorgaron á 26 de agosto de 1825, para el fin de nombrar por turno su representante comun á las juntas generales y particulares de la provincia, escusando de esta manera la necesidad de enviar cada una al suyo. Conforme á esta concordia, Idiazabal debia asistir á dichas juntas en diez años, Mutiloa en cinco, Cerain en otros cinco, contribuyendo en la misma proporcion á las dietas del procurador juntero. Fué tambien condicion de la union, que si algun pueblo que no estuviese de tanda quisiese enviar apoderado adjunto, lo pudiese hacer á su propia costa, avisando con anticipacion á la villa de turno, para que le incluya en el poder. No obstante esta facultad, se declaró que las votaciones y demás representanciones debian tocar privativamente al juntero que asistiese en representancion del pueblo de tanda; cuya concordia es la que rige en la actualidad. La union de Armalastegui se halla encabezada en 47 fuegos; de los cuales tocan á Idiazabal 25, á Mutilioa y Cerain á cada 11. Sus apoderados en las juntas de las provincia ocupan el décimo sesto lugar á mano derecha del corregidor.
(Gorosábel, 1862, pp. 57-58)